# Neocunaxoides lajumensis
Neocunaxoides lajumensis är en spindeldjursart som beskrevs av Den Heyer 1980. Neocunaxoides lajumensis ingår i släktet Neocunaxoides och familjen Cunaxidae. Inga underarter finns listade i Catalogue of Life.